# Premier art byzantin
Le premier art byzantin connaît son apogée sous le règne de Justinien Ier (527-565), alors qu’a lieu une reconquête temporaire de l'Italie. Il se caractérise par un mélange de tradition romaine, de tradition orientale et de christianisme.

## Mosaïque et peinture
Les thèmes abordés par l'art de cette période sont d'un étonnant conservatisme. Ainsi, les sols du Grand Palais de Constantinople étaient recouverts de mosaïques datant du règne de Justinien Ier ou Théodose II (r. 408-450) représentant des scènes classiques. Ce classicisme ne cessera jamais d'être exploité dans l'art byzantin, qui ne rompt ainsi pas avec l'art romain. Pourtant, même si les thèmes abordés sont les mêmes que dans l'Antiquité, l'exécution des mosaïques byzantines a un caractère résolument médiéval. En effet, chaque scène est isolée et les personnages se détachent d'un fond neutre, représentation caractéristique du Moyen Âge (cette nouvelle manière d'aborder la représentation figurative se retrouve déjà dans une moindre mesure dans la villa romaine du Casale à Piazza Armerina qui date du IVe siècle).

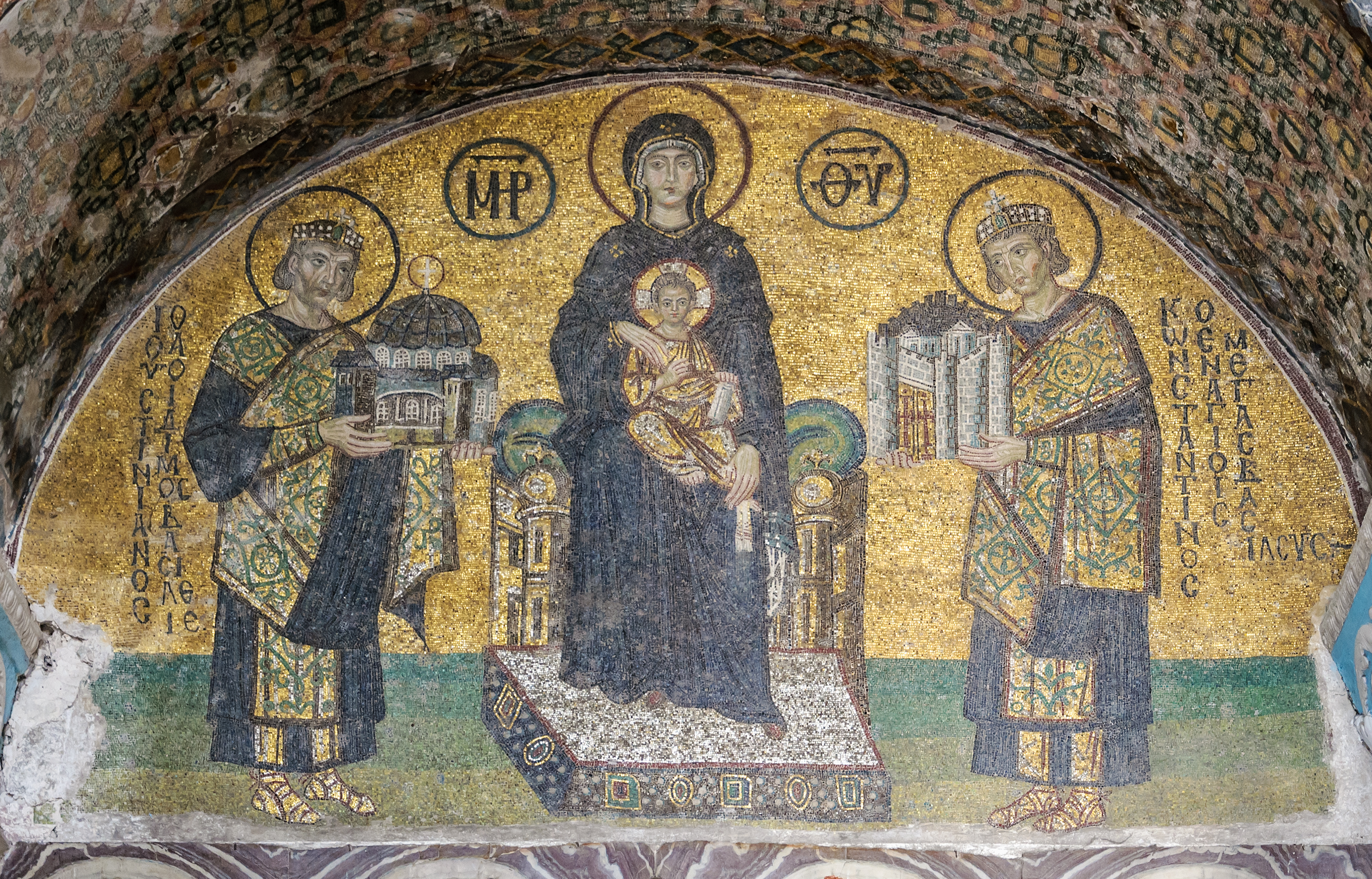
Sainte-Sophie (Constantinople), entrée sud-ouest.
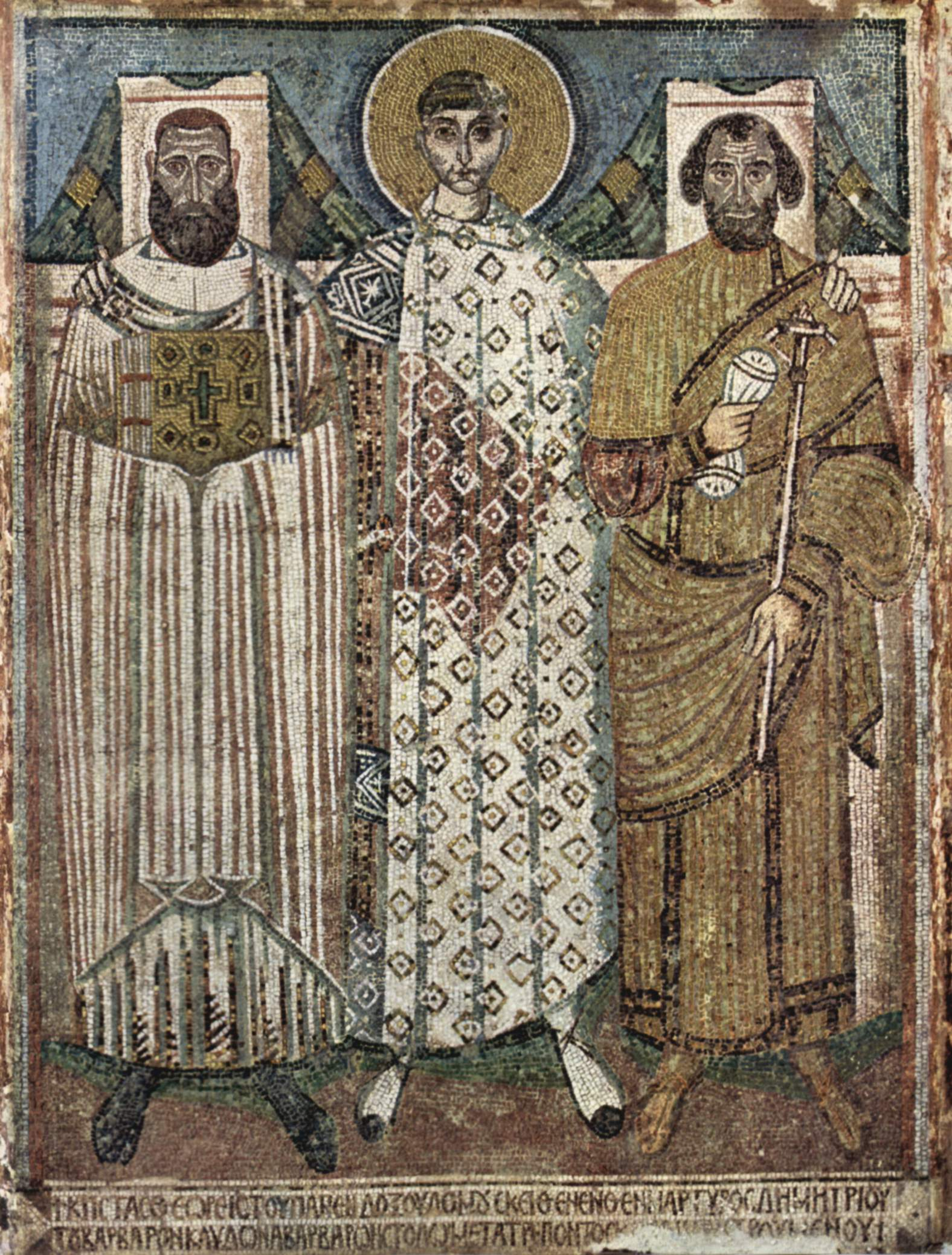
Basilique Saint-Dimitri de Thessalonique.
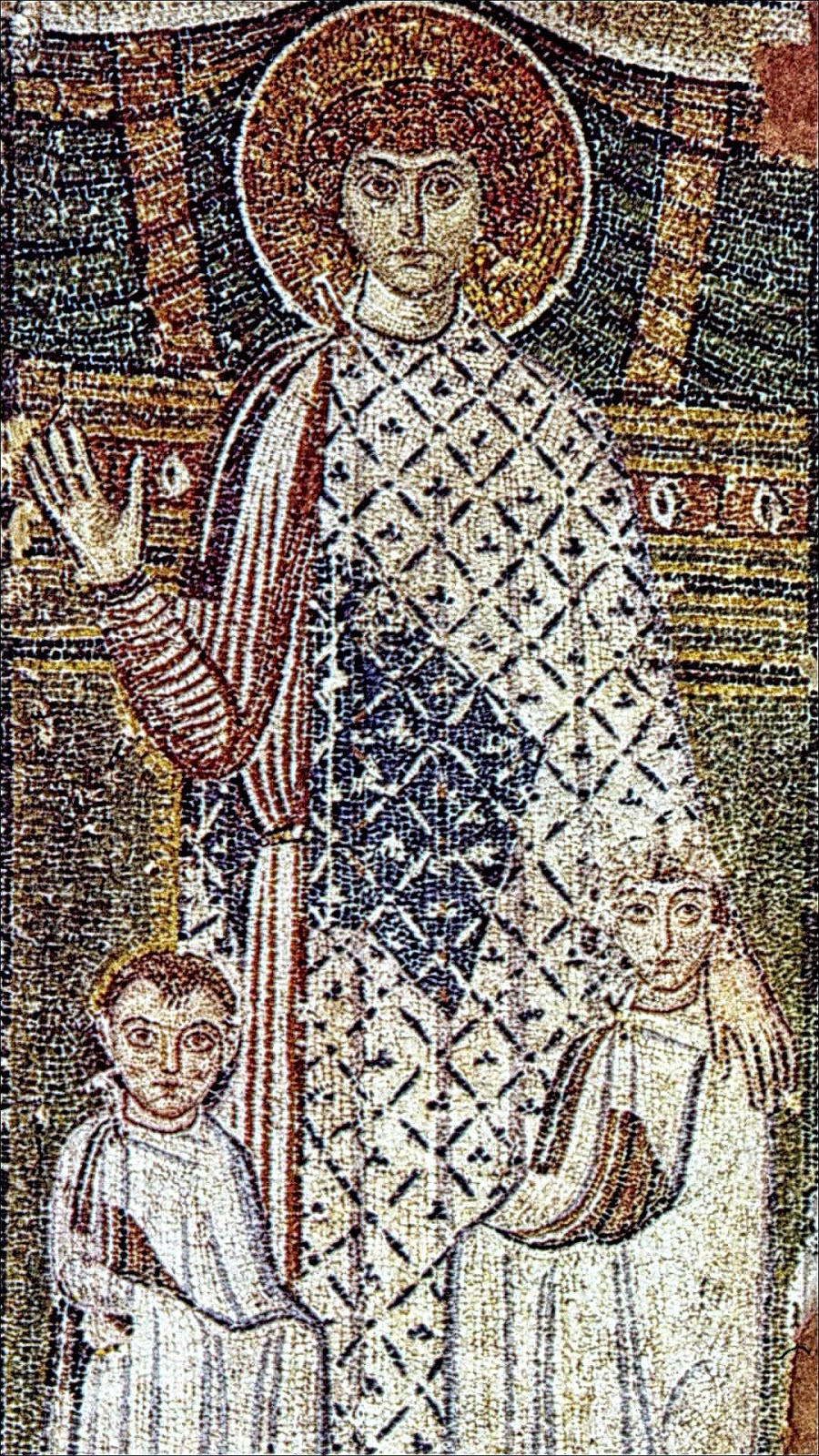
Basilique Saint-Dimitri de Thessalonique.
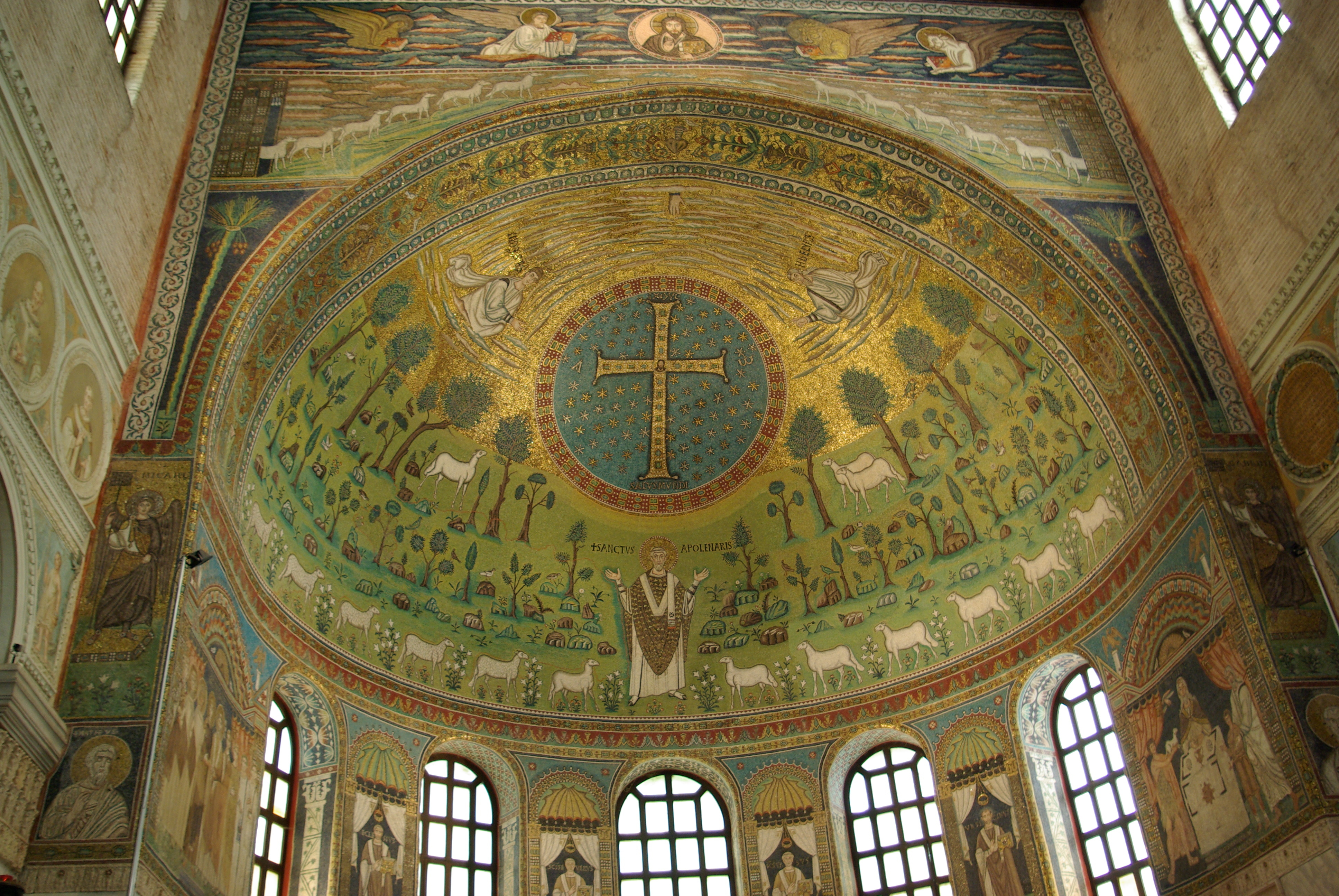
Basilique Saint-Apollinaire in Classe de Ravenne.
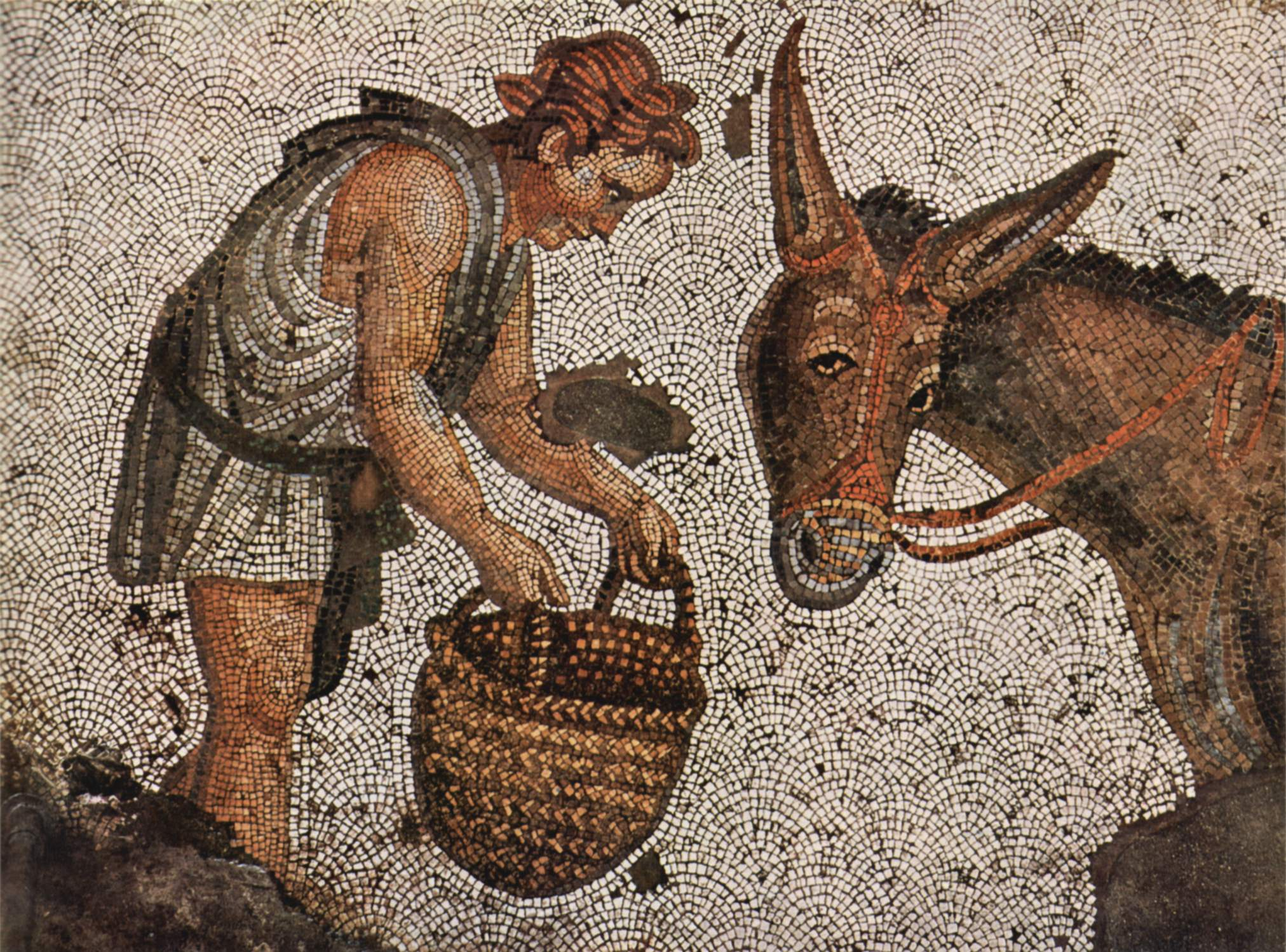
Mosaïque du Grand Palais, Constantinople.

## Architecture

### Urbanisme
Constantinople, créée sous Constantin au IVe siècle, avait été conçue comme une ville païenne, et non pas chrétienne. Elle s’organisait autour d'un axe central, la Mésè, avec en son cœur un hippodrome, sur le modèle romain, et des bâtiments de pouvoir, publiques et religieux.

## Architecture religieuse
Plusieurs traits définissent l’architecture religieuse à cette période : des bâtiments trapus, dont la magnificence ne se remarquait qu’à l’intérieur. Les plans utilisés combinaient plan centré et plan basilical, dont se servaient les architectes paléochrétiens. Le décor présente un goût pour les aplats, et la schématisation des formes, la disparition des corps sous les vêtements amples. La mosaïque à fond d’or, en matériaux précieux, est souvent employée, comme à Ravenne, dans la basilique Saint-Vital de Ravenne ou dans la basilique Saint-Apollinaire-le-Neuf.
Le règne de Justinien fut particulièrement fécond en architecture. C’est notamment lui qui fit édifier à Constantinople l’église Sainte-Sophie (Haghia Sophia), dédiée à la sagesse (sophos en grec).

## Sculpture en pierre
Base (vers 390) de l'obélisque de Théodose, hippodrome de Constantinople

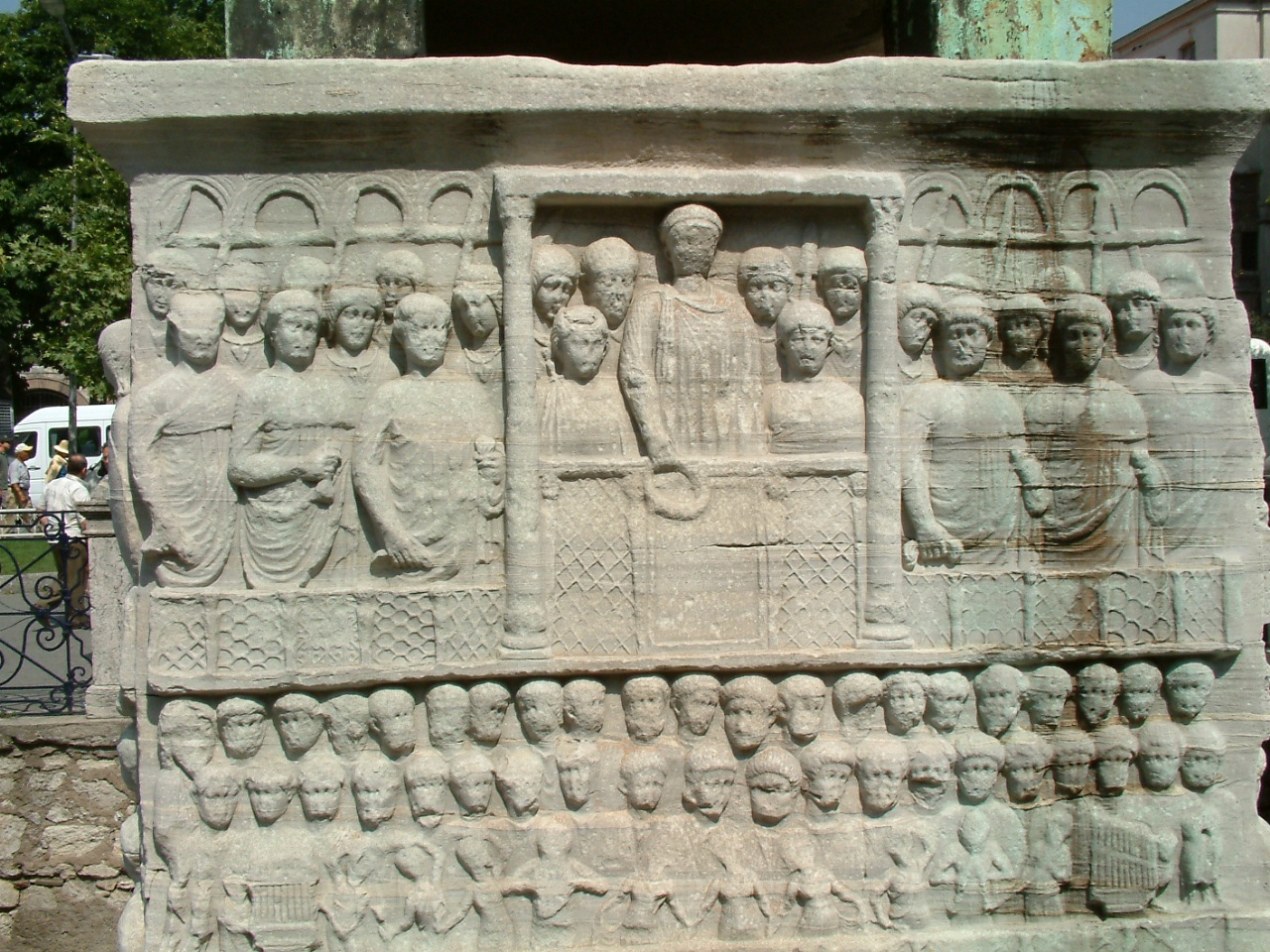
Piédestal Est.
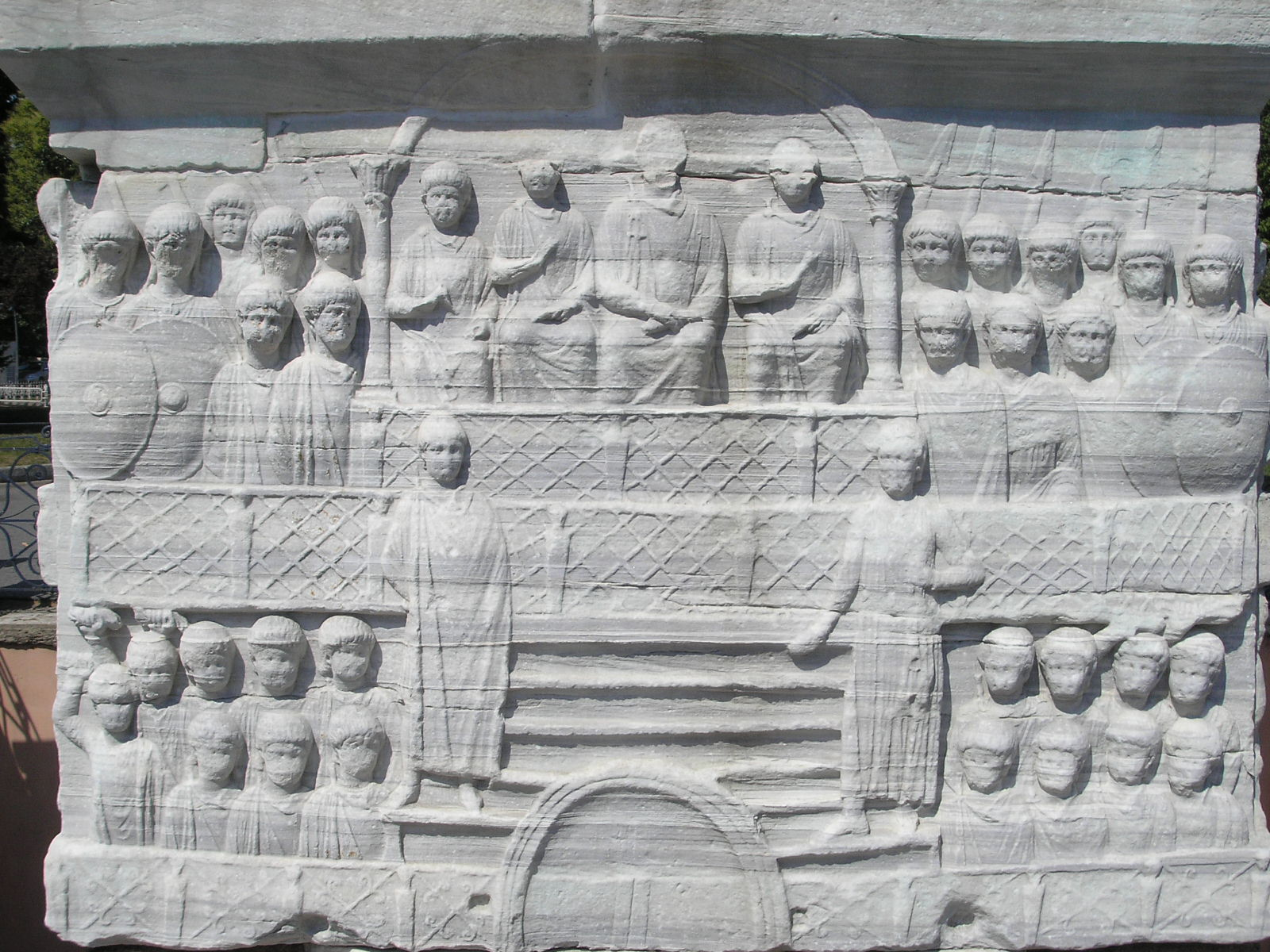
Sud.
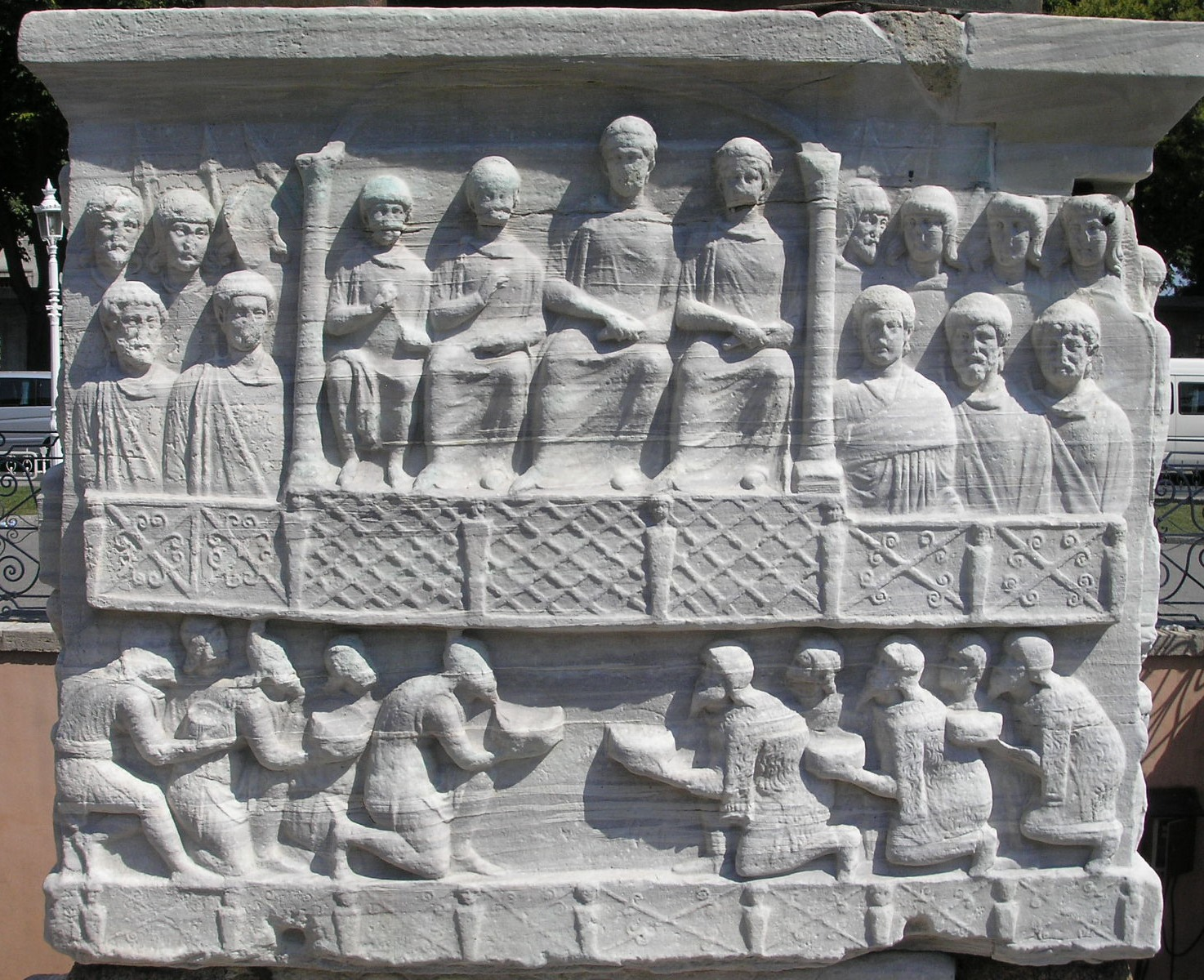
Ouest.
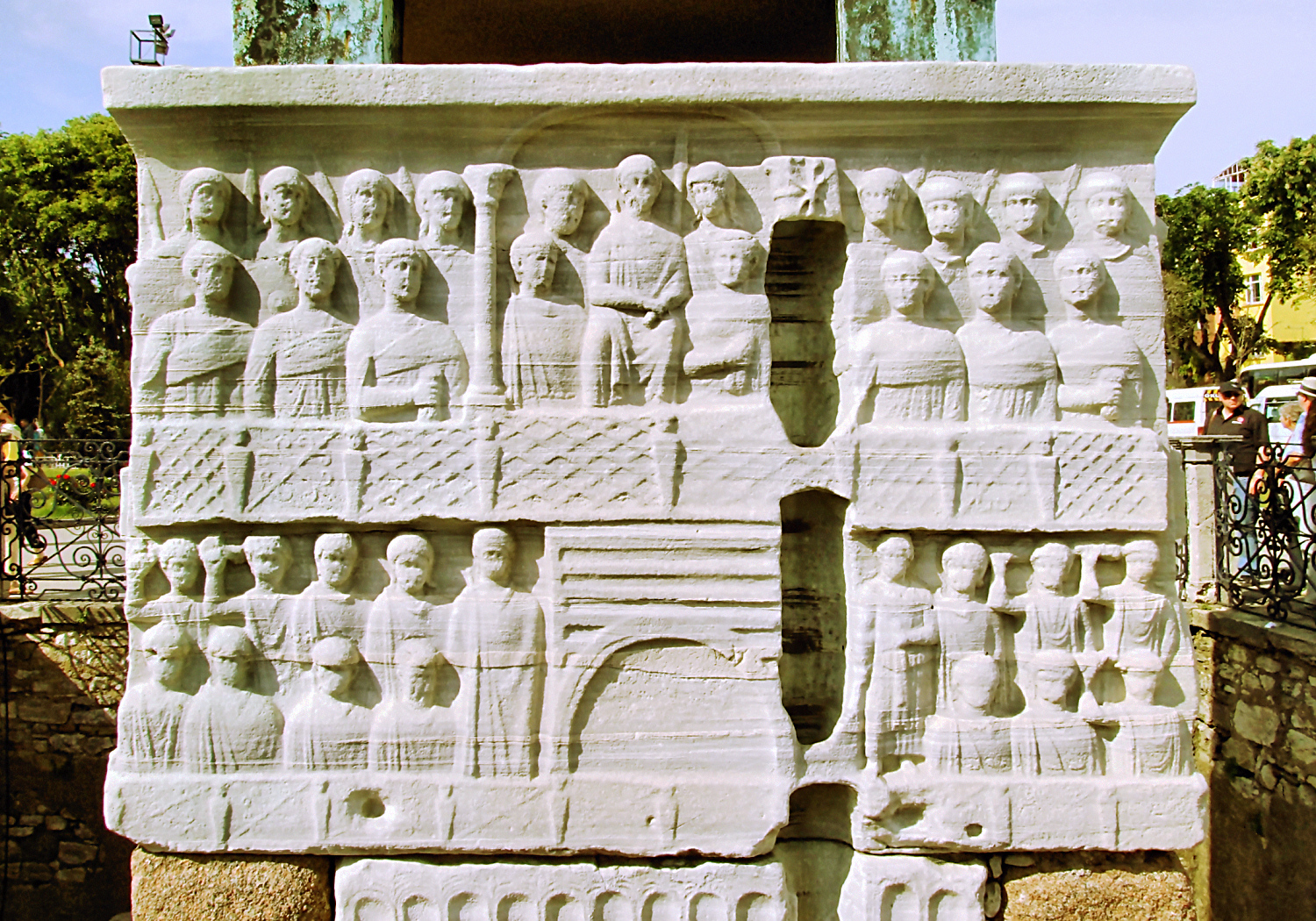
Nord.

### Le relief
Les sculpteurs suivent un principe de simplification des formes, destiné notamment à rendre l’iconographie plus lisible. Les personnages sont représentés en taille hiérarchique, non pas en tant qu’individus mais en tant que titulaires d’une charge, comme le prouvent les visages stéréotypés, aux grands yeux inexpressifs, et l’insistance sur les attributs de pouvoir. Le bas-relief qui figure sur la base de l’obélisque de l’hippodrome de Constantinople, taillé sous Théodose, est un exemple parfait de ce style. Sur une face, on aperçoit l’empereur, sur une tribune, qui assiste aux jeux du cirque muni de la mappa, un linge qui servait à donner le début des jeux. Ce thème est également présent dans plusieurs ivoires.

### La ronde-bosse
Délaissée dans le domaine religieux, la ronde-bosse n’est plus utilisée que dans l’art du portrait. En général, le style est un peu lourd : contraste entre les volumes, transition des plans assez dure, globe oculaire marqué d’une cupule pour indiquer l’iris, paupières charnues, plis sur les ailes du nez et dans le cou, etc. Le portrait de l’impératrice Ariane, conservé au Louvre, ou celui d’Arcadius, aujourd’hui à Istanbul, en témoignent.

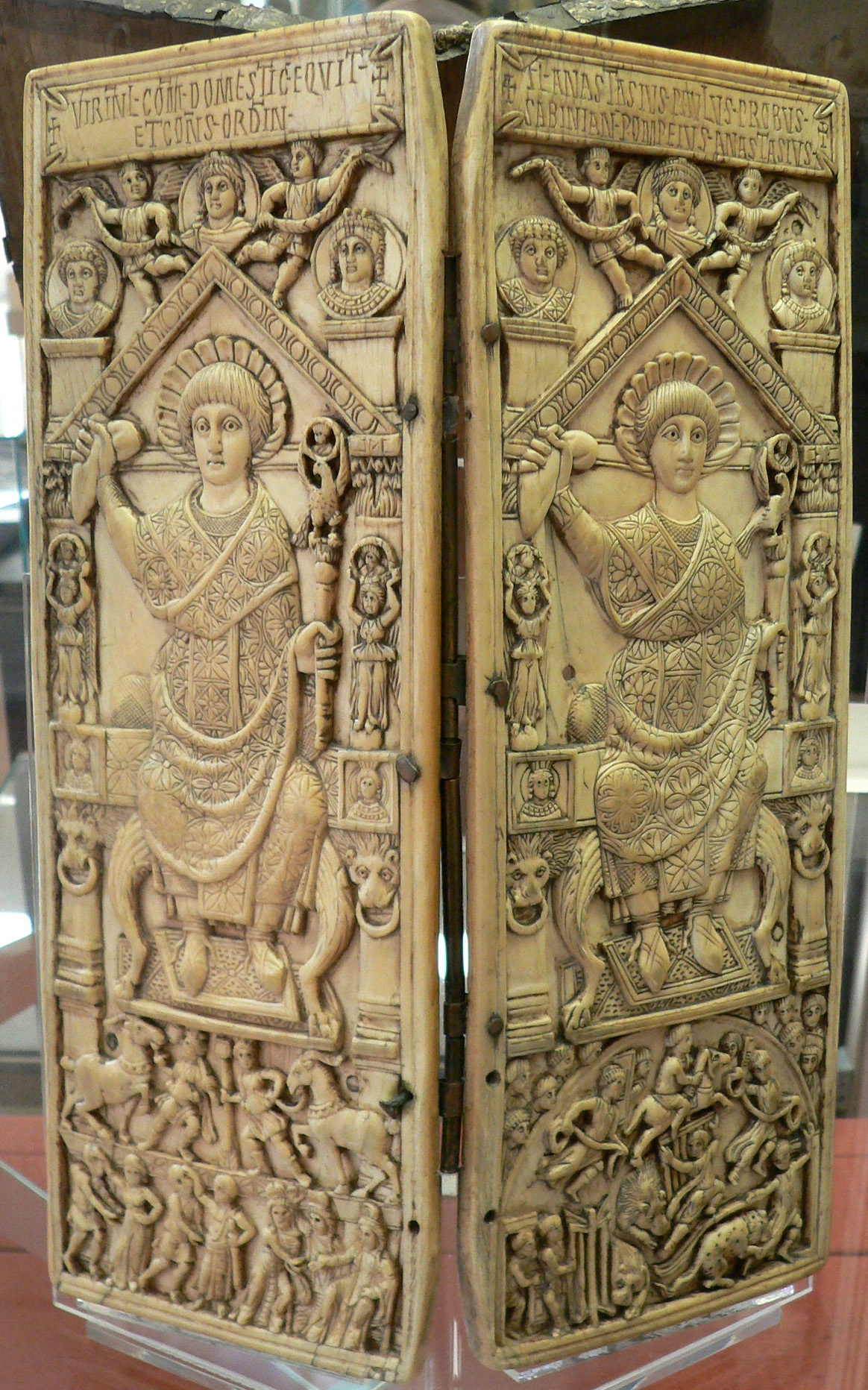
Diptyque d'Anastasius Probus, Cabinet des médailles de la Bibliothèque nationale de France.

## Objets d'art

### Ivoires
L’ivoire est une matière très utilisée, importée par la Perse comme le prouve le défilé présent sur l’ivoire Barberini du Louvre. Les objets les plus fréquents sont les diptyques, dont le diptyque consulaire est la catégorie la plus représentée : ces objets, offerts par les consuls aux personnes qui ont soutenu leur élection, servaient de tablettes à écrire. Les deux plaquettes étaient creusées et remplies de cire au dos, sculptées sur leur face, et reliées entre elles par des charnières. Sur la face sculptée, on trouve généralement le consul qui a fait don de l’objet, soit en buste, soit assistant aux jeux, par exemple. Il n'est pas représenté selon ses traits, puisqu'on connaît plusieurs visages pour un même personnage, mais selon des stéréotypes insistant sur les symboles de la charge (écharpe, mappa, sceptre avec tête de l’empereur).
L'ivoire Barberini, conservé au Louvre, est l’un des seuls exemples de diptyque impérial conservé, et un vrai chef-d'œuvre de l’art byzantin.

### Orfèvrerie
De très nombreuses pièces d'orfèvrerie conservées, dont une grande partie est issue des ateliers de Constantinople, témoignent de la diversité et de la richesse de cet art tant dans le domaine profane que religieux. Le Missorium de Théodose illustre la maîtrise qu'ont pu atteindre les orfèvres de l'Antiquité tardive. Ils utilisent de nombreuses techniques, comme le repoussé, la gravure et la ciselure, et font preuve d’un grand goût pour l’ornement. Au Louvre toujours se trouve une plaque en argent partiellement dorée et repoussée représentant saint Syméon le stylite en haut de sa colonne. 

### Argenterie

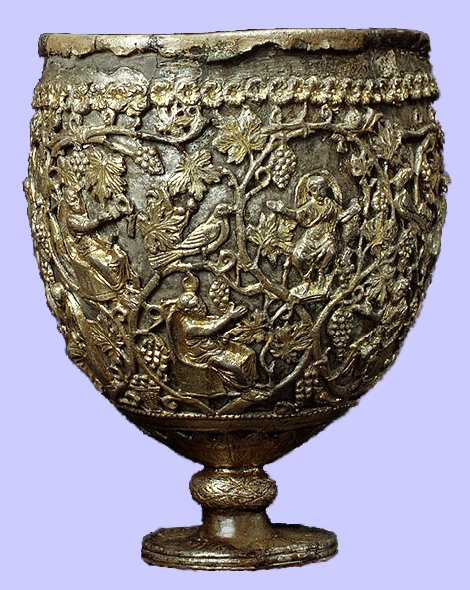
Calice d'Antioche
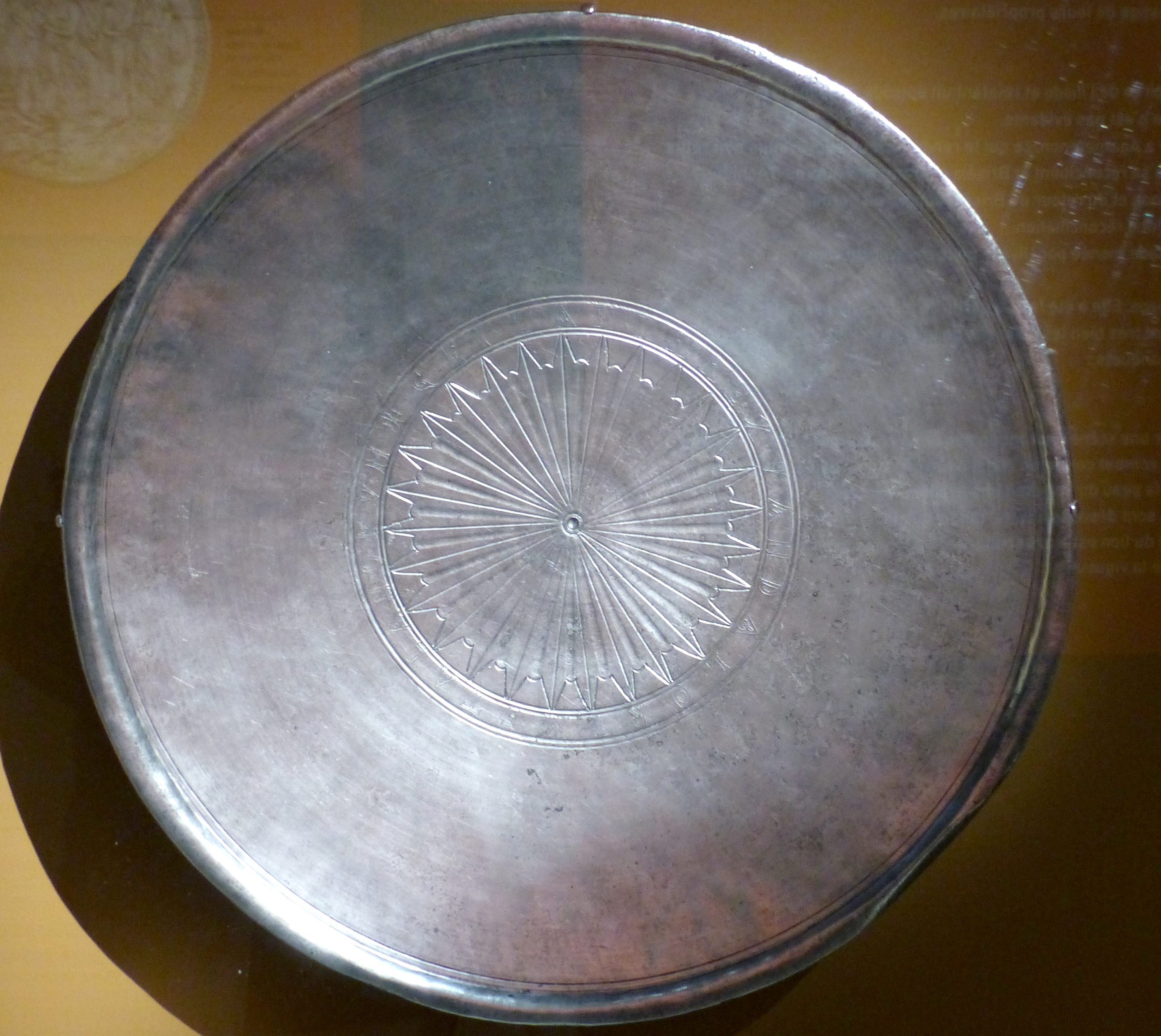
Missorium de Gélimer.
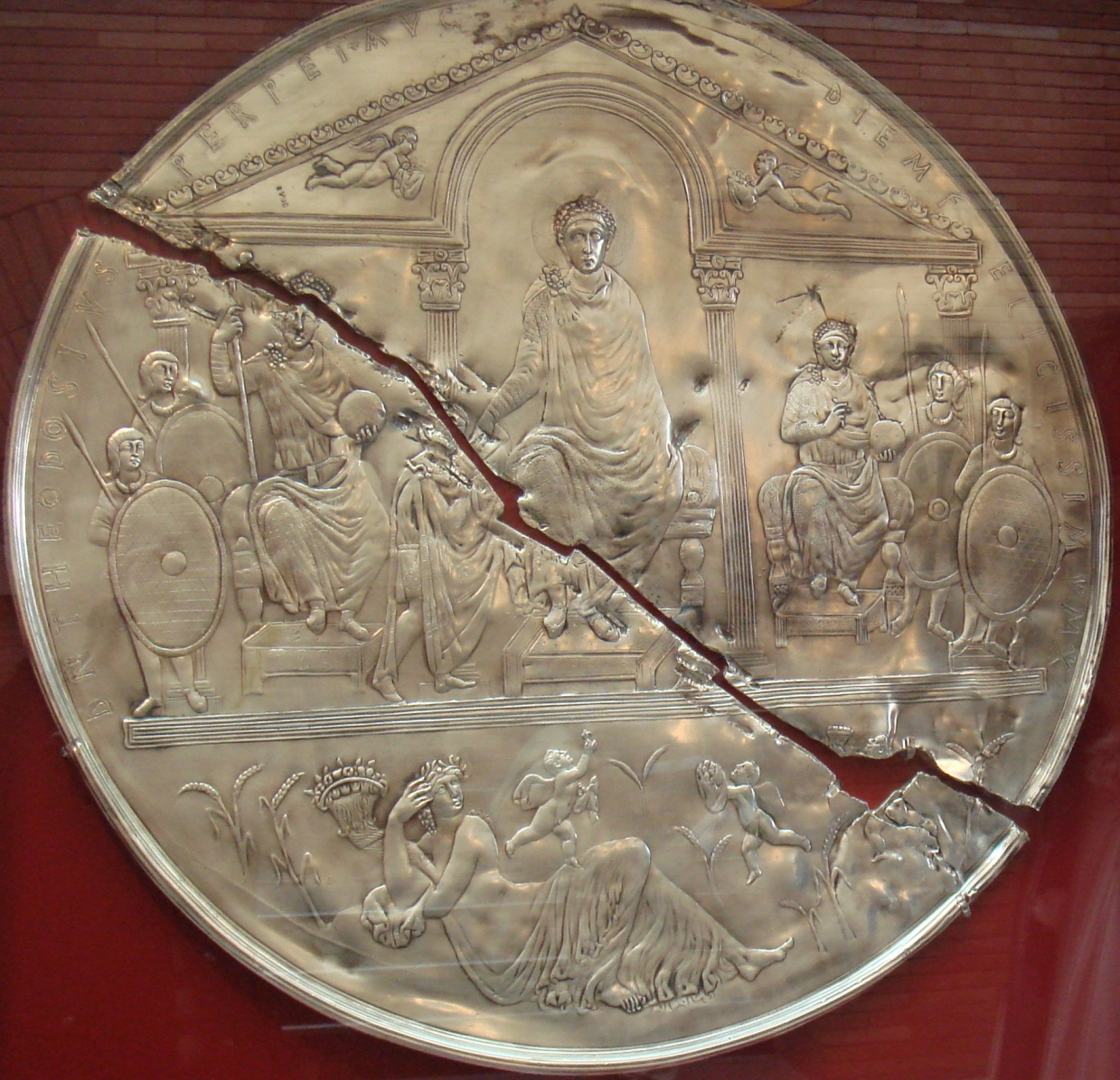
Missorium de Théodose Ier.
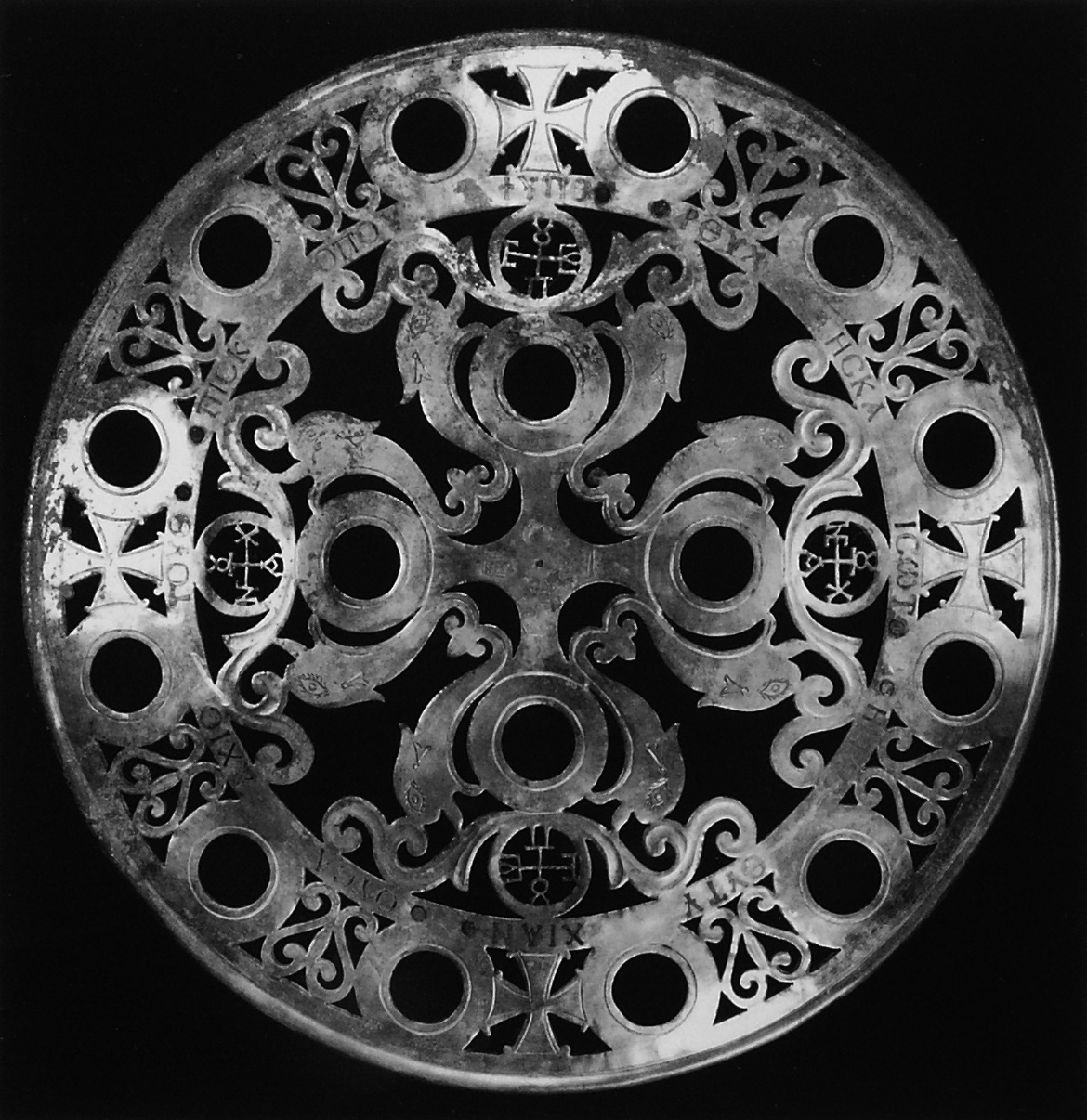
Candélabre de Rhodiapolis (trésor de Sion).
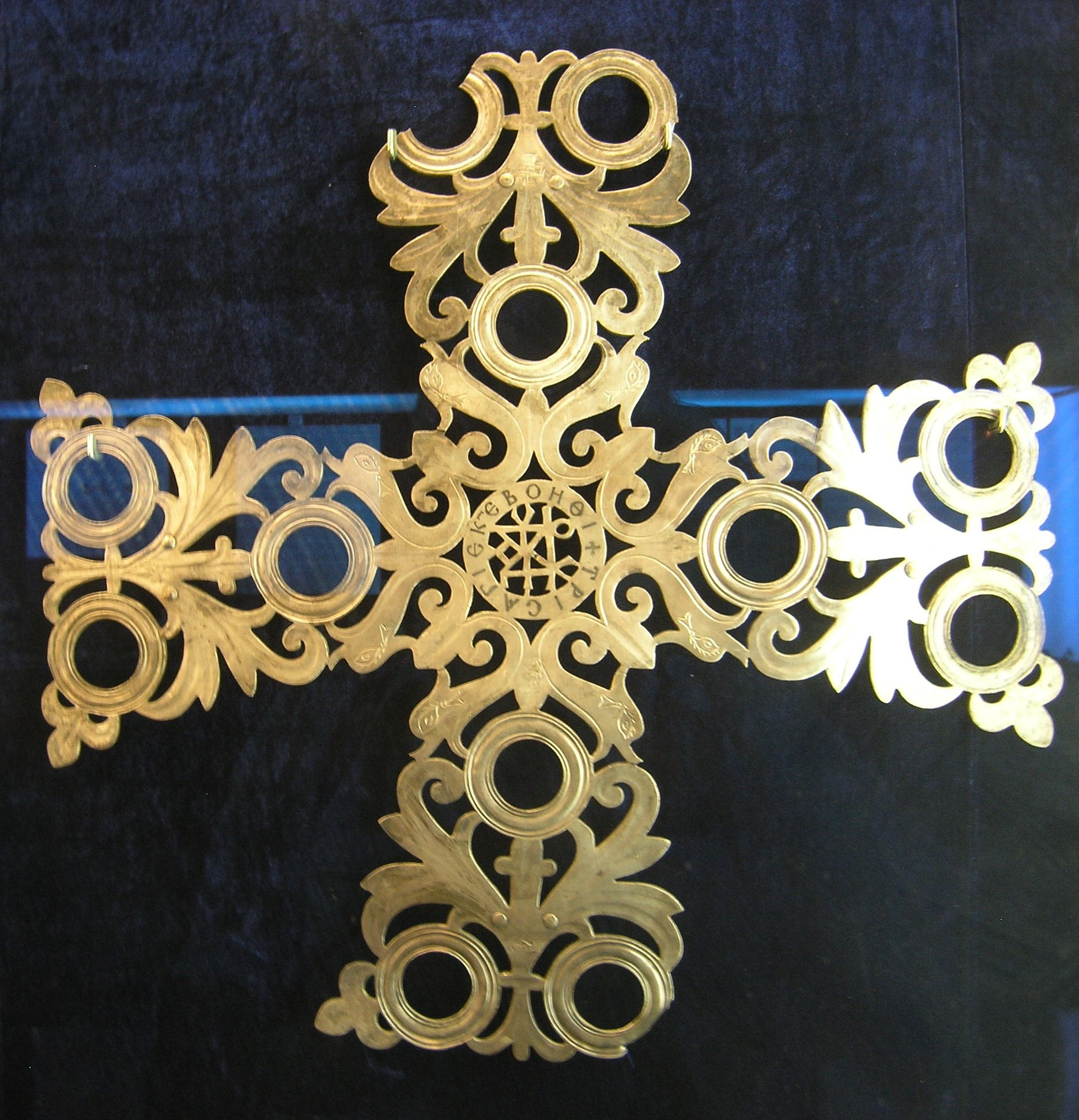
Polycandélabre en forme de croix (trésor de Sion).

### Peinture sur bois à caractère religieux
Cette technique apparaît sous Justinien. La peinture est réalisée à l’encaustique, c'est-à-dire que les pigments sont mélangés à de la cire. Comme pour la sculpture, les formes et les drapés sont schématiques, inspirés des modèles de l’antiquité classique. La Vierge et le Christ du monastère Sainte-Catherine du Sinaï constituent de rares exemples de ces œuvres particulièrement fragiles.

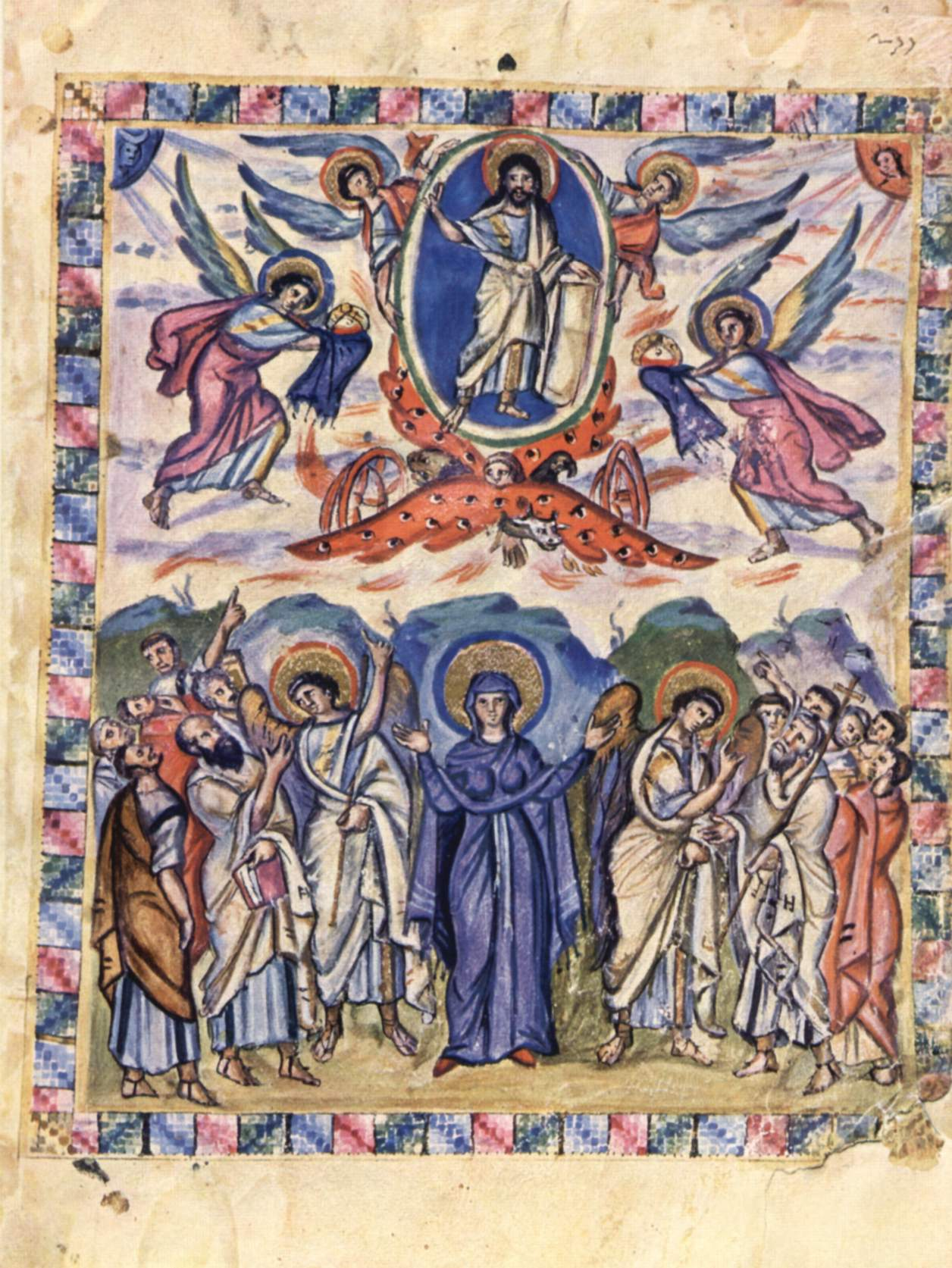
Évangiles de Rabula.
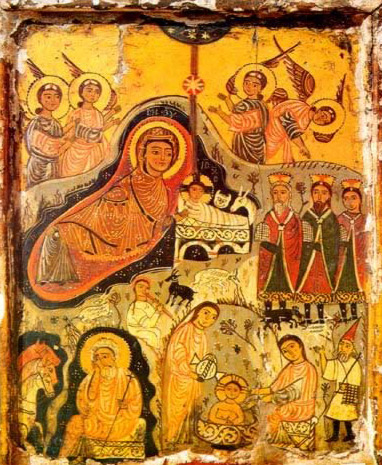
Icône du VIe siècle provenant du monastère Sainte-Catherine du Sinaï.
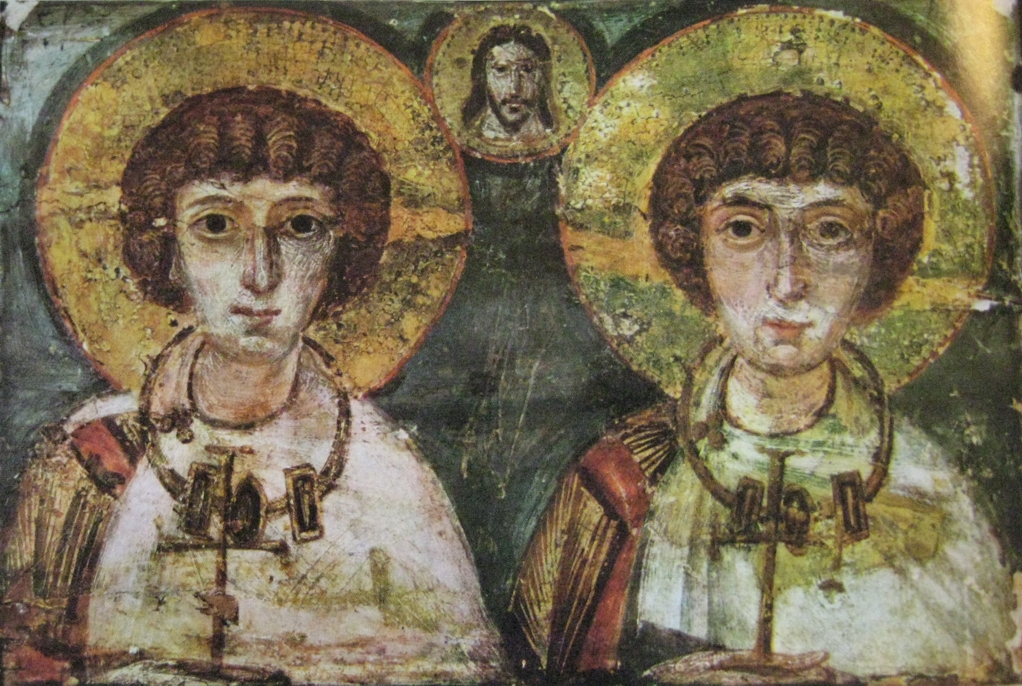
Serge et Bacchus de Rasafa, musée Khanenko de Kiev.

### Autres

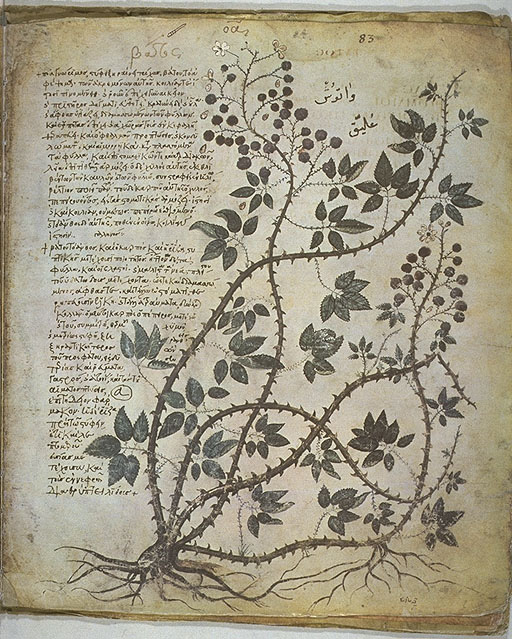
Dioscoride de Vienne (512).
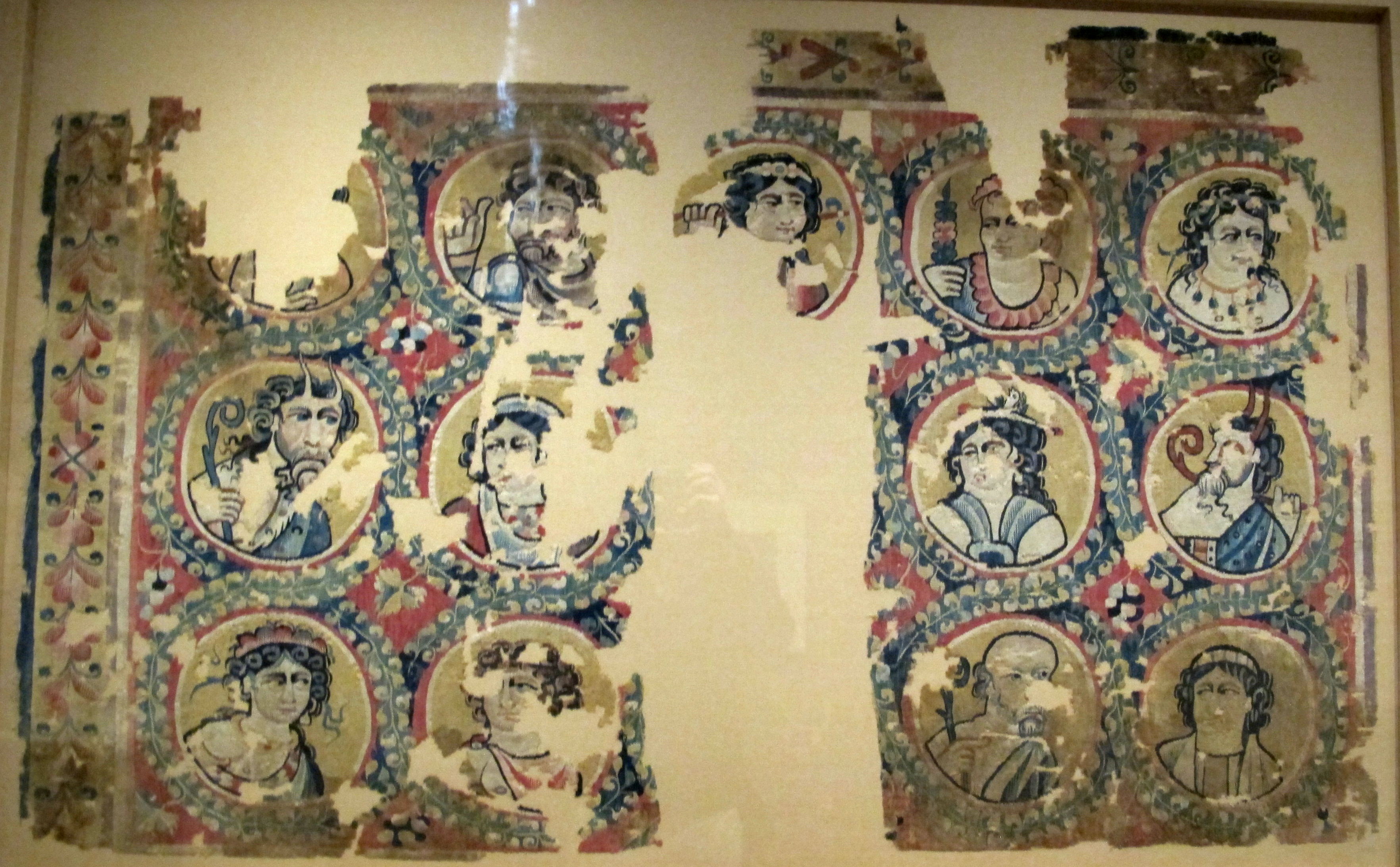
Drap de laine à têtes de groupes dionysiaques.

## Centres de production orientaux
Avant la conquête de l’Égypte et de la Terre Sainte par les Arabes, Antioche et Alexandrie étaient les centres de production d’œuvres d’art les plus importants, avant même Constantinople. Les œuvres qui y étaient produites étaient très abouties et très appréciées, aussi bien des Arabes, des Byzantins que des nations occidentales. Ainsi on pense qu’une œuvre comme la pyxide en ivoire exposée aux Ehemalige Staaliche Museen de Berlin datant du Ve siècle a été produite à Antioche. Ce chef-d’œuvre ne peut qu’avoir été produit dans un centre culturel assez avancé. Il en va de même pour l’évangile de Rabula produite en Syrie en 586. Cet art oriental connaîtra un brusque déclin avec la conquête arabe. Il essaimera néanmoins en d’autres foyers culturels et viendra enrichir l’art copte, l’art sassanide et les arts de l'Islam.